# Thranius rufescens
Thranius rufescens är en skalbaggsart som först beskrevs av Bates 1884.  Thranius rufescens ingår i släktet Thranius och familjen långhorningar. Inga underarter finns listade i Catalogue of Life.